# Martyniaceae
Martyniaceae — родина квіткових рослин порядку Lamiales, поширених лише в Америці. Родина була включена до Pedaliaceae у системі Кронквіста, але визнана окремою родиною філогенічною групою покритонасінних на основі філогенетичних досліджень, які показують, що ці дві родини не є тісно пов'язаними. Обидві родини характеризуються наявністю слизових волосків, які надають стеблам і листям відчуття слизу або липкості, а також плоди з гачками або ріжками.

## Роди
- Craniolaria L. — 2 види, Центральна й Південна Америка
- Holoregmia Nees — 1 вид, Бразилія
- Ibicella (Stapf) Van Eselt. — 2 види, Південна Америка
- Martynia L. — 2 види, Мексика й Центральна Америка
- Proboscidea Schmidel — 7 видів, Північна й Центральна Америка й Перу